# Острова Лупчи
Острова́ Лу́пчи (Лу́пчострова́) — группа островов в губе Лупча Кандалакшского залива Белого моря.
К архипелагу Лупчострова относятся:
- Еловый
- Большой
- Малый
- Средний

Острова Лупчи ограничивают Кандалакшский рейд с запада и расположены на общей отмели в 2-3 км к северу от острова Большая Половинница. Острова возвышенные (до 28,5 м), покрыты редким лесом и окаймлены каменистыми осушками.